# Linn Svahn
Linn Svahn est une fondeuse suédoise, née le 9 décembre 1999, spécialiste du sprint. Dès sa première saison complète de coupe du monde, en 2019-2020, elle remporte le globe de cristal récompensant le classement des sprints, classement qu'elle remporte de nouveau lors de la saison 2023-2024. En 2021, elle gagne sa première course de distance en Coupe du monde à Falun. 

## Biographie
Elle pratique plusieurs sports dans sa jeunesse : la lutte, le football, la course  d'orientation et le ski alpin, mais opte finalement pour le ski de fond.
Licenciée au Östersunds SK, elle fait son apparition dans des courses officielles de la FIS lors de l'hiver 2015-2016, gagnant pour sa deuxième course junior et obtenant le titre de championne de Suède junior. En novembre 2016, elle chute en course et se blesse au genou, ce qui nécessite une opération. Devant se reposer pendant de nombreux mois notamment en raison du sur-entraînement, elle revient à la compétition en décembre 2017, mais n'obtient pas de résultats sur le podium.
Finalement, Svahn fait ses débuts avec l'équipe nationale durant la saison 2018-2019, prenant part à la Coupe de Scandinavie, où elle atteint le podium à Madona et les Championnats du monde junior, à Lahti, où elle prend la médaille de bronze avec le relais et la quatrième place du sprint.
Au mois de mars, elle honore sa première sélection dans la Coupe du monde à Falun, où elle marque des points grâce à sa 21e place sur le sprint.
Elle commence sa saison 2019-2020 de Coupe du monde à Davos, en décembre 2019, où elle décroche la victoire sur le sprint libre devant Maiken Caspersen Falla,. La semaine suivante, à Planica, elle chute alors qu'elle est en lutte pour la victoire, qui revient à sa compatriote Jonna Sundling devant Stina Nilsson. Le lendemain, l'équipe de Suède II qu'elle compose avec Maja Dahlqvist s'impose de la Suède I et la Suisse lors du sprint par équipes. Après la coupure du tour de ski qu'elle ne dispute pas, elle prend part au sprint libre de Dresde. Pour son sixième départ en Coupe du monde (un sprint la saison précédente, sprint et dix kilomètres à Davos, deux courses de Planica), elle remporte son troisième succès, à Dresde, devant la Slovène Anamarija Lampič et Maja Dahlqvist. Le lendemain, elle s'impose pour la deuxième fois sur un sprint par équipes, où elle est associée à Maja Dahqvist. Pour son premier sprint classique, à Oberstdorf, elle termine cinquième d'une course remportée par Natalia Nepryaeva. Elle remporte le sprint suivant, toujours en classique, devant Nepryaeva. Elle prend part au FIS Ski tour, mini-tour disputé en Suède et Norvège, terminant sixième du sprint d'Åre puis échouant en demi-finale du sprint classique de Trondheim, terminant finalement à la 31e place du classement général. Lors du sprint suivant, à Drammen, elle termine troisième derrière Jonna Sundling et la fondeuse suisse Nadine Faehndrich. Avec les annulations de Minneapolis puis de Quebec, épreuves du Sprint tour, en raison de la crise sanitaire de la covid-19, elle remporte le globe de cristal des sprints.
Elle commence sa saison suivante de Coupe du monde par une victoire lors du sprint qui est la course d'ouverture du Ruka triple, devant Maja Dahlqvist et Jonna Sundling. Elle est absente ensuite des deux étapes suivantes, à Davos et Dresde, la Suède décidant d'imiter la Norvège et de renoncer à disputer ces compétitions. Lors du sprint libre du Val Mustair, étape d'ouverture du Tour de ski, elle s'impose devant Jessica Diggins et Anamarija Lampic. Le lendemain, elle remporte sa première course de distance sur le circuit de la Coupe du monde en s'imposant sur la mass-start, devant la Russe Yulia Stupak et Jessica Diggins. Elle est ensuite dépossédée du rang de leader du tour par Diggins qui s'impose sur la troisième étape, une poursuite. En s'imposant lors du sprint classique de Val di Fiemme, devant ses compatriotes Maja Dahlqvist et Emma Ribom, elle remporte sa troisième victoire d'étape du tour. Elle termine finalement quatorzième du classement général du tour. Lors de sa course suivante, une mass-start classique à Falun (dix kilomètres), elle s'impose au sprint devant Yulia Stupak et Therese Johaug qui a été rejoint lors de ses tentatives d'échappée. Le lendemain, toujours en classique, elle s'impose sur le sprint devant Anamarija Lampič et Jonna Sundling. Grande favorite du sprint des Mondiaux d'Oberstdorf, elle échoue en demi-finale, où elle termine sixième, sa compatriote Sundling remportant ensuite le titre mondial. Elle termine à la troisième place du classement général des sprints, remporté par Lampič.
Linn Svahn est forfaite pour la saison 2021-2022 de Coupe du monde, devant récupérer de sa blessure à l'épaule. 
Elle reprend finalement l'entrainement en avril 2022. Initialement prévu pour le début de la saison 2022-2023, elle choisit de retarder son retour à la compétition. Celui-ci s'effectue en décembre lors de l'épreuve de coupe de Suède d’Idre Fjäll où elle s'impose. Son retour sur le circuit de la coupe du monde s'effectue à Livigno où elle termine à la cinquième place du sprint disputé en style libre. Elle est retenue pour participer aux championnats du monde de Planica. Elle y termine à la quatrième place du sprint classique, quatre Suédoises terminant aux quatre premières places, Jonna Sundling conservant son titre, devant Emma Ribom et Maja Dahlqvist.

## Palmarès

### Championnats du monde
| Épreuve / Édition        | Sprint                           | Sprint    | 10 km | 10 km                            | Skiathlon 2 × 7,5 km | 30 km | Relais | Relais   |
| Épreuve / Édition        | libre                            | classique | libre | classique                        | Skiathlon 2 × 7,5 km | 30 km | Sprint | 4 × 5 km |
| Mondiaux 2021 Oberstdorf | Épreuve inexistante à cette date | 11e       | -     | Épreuve inexistante à cette date | -                    | -     | -      | -        |
| Mondiaux 2023 Planica    | Épreuve inexistante à cette date | 4e        |       | Épreuve inexistante à cette date |                      |       |        |          |

### Coupe du monde
- Meilleur classement général : 2e en 2024.
- 2 petit globes de cristal : vainqueur du classement sprint en 2020 et 2024.
- 16 podiums individuels : 9 victoires, 4 deuxièmes places et 3 troisièmes places.
- 7 podiums par équipes : 
  - 4 podiums en sprint : 4 victoires et 1 deuxième place.
  - 2 podiums en relais : 2 victoires.
- 1 podium en épreuve par équipes mixte : 1 victoire.

#### Courses par étapes
- 9 podiums, dont 7 victoires, lors de courses par étapes[29].
- Tour de ski :
  - Meilleur classement final : 14e en 2020-2021.
- Nordic Opening :
  - Meilleur classement final : 7e en 2020-2021.

#### Détail des victoires
| Épreuve / Édition | Sprint       | Sprint              | 10 km | 10 km     | Skiathlon 2 × 7,5 km | 20 km | 20 km     | 50 km | Tour de ski ou Nordic Opening |
| Épreuve / Édition | libre        | classique           | libre | classique | Skiathlon 2 × 7,5 km | libre | classique | 50 km | Tour de ski ou Nordic Opening |
| 2019-20           | Davos Dresde | Falun               |       |           |                      |       |           |       |                               |
| 2020-21           |              | Falun               |       | Falun     |                      |       |           |       |                               |
| 2023-24           | Goms         | Oberhof Minneapolis |       |           |                      |       |           |       |                               |
| 2024-25           |              | Falun               |       |           |                      |       |           |       |                               |

##### Victoires d'étapes
| Date             | Lieu          | pays     | Compétition | Discipline  |
| ---------------- | ------------- | -------- | ----------- | ----------- |
| 27 novembre 2020 | Kuusamo       | Finlande | Ruka Tour   | SP TC       |
| 1er janvier 2021 | Val Müstair   | Suisse   | Tour de Ski | SP TL       |
| 2 janvier 2021   | Val Müstair   | Suisse   | Tour de Ski | 10 km TC    |
| 9 janvier 2021   | Val di Fiemme | Italie   | Tour de Ski | SP TC       |
| 30 décembre 2023 | Dobbiaco      | Italie   | Tour de Ski | SP TL       |
| 3 janvier 2024   | Davos         | Suisse   | Tour de Ski | SP TL       |
| 6 janvier 2024   | Val di Fiemme | Italie   | Tour de Ski | 15 km TC MS |

Légende :

TC = classique

TL = libre

MS = départ en masse

HS = départ avec handicap

PU = poursuite

#### Classements détaillés
| Saison / Épreuve | Saison / Épreuve | Général | Général | Distance | Distance | Sprint | Sprint |
| Saison / Épreuve | Saison / Épreuve | Class.  | Points  | Class.   | Points   | Class. | Points |
| ---------------- | ---------------- | ------- | ------- | -------- | -------- | ------ | ------ |
| 2019             | 2019             | 99e     | 10      | -        | -        | 65e    | 10     |
| 2020             | 2020             | 16e     | 559     | 39e      | 50       | 1re    | 509    |
| 2021             | 2021             | 7e      | 688     | 14e      | 269      | 3e     | 275    |
| 2023             | 2023             | 53e     | 314     | 67e      | 52       | 30e    | 262    |
| 2024             | 2024             | 2e      | 2571    | 8e       | 1072     | 1re    | 1274   |

### Championnats du monde junior
- Médaille de bronze du relais en 2019 à Lahti.

### Coupe de Scandinavie
- 1 podium.